# Diocese de Cristalândia
A Diocese de Cristalândia (Dioecesis Cristalandiensis) é uma divisão territorial da Igreja Católica sediada em Cristalândia, no estado do Tocantins. Abrange o sudoeste do estado e cinco municípios do noroeste de Goiás.

## Histórico
A Prelazia de Cristalândia foi criada aos 26 de março de 1956 pela bula Ne quid Filiis, do Papa Pio XII, desmembrada da Diocese de Porto Nacional e das extintas prelazias, de Sant'Ana da Ilha do Bananal e São José do Alto Tocantins. Foi confiada, à época da criação, pela Santa Sé aos cuidados da Ordem dos Frades Menores. No dia 10 de julho de 2019, o Papa Francisco elevou a Prelazia de Cristalândia à condição de Diocese, nomeando como seu primeiro bispo Dom Wellington de Queiroz Vieira.

## Demografia e paróquias
- Superfície: 62.691 Km2
- População: 245.020
- Cristãos: 138.750
- Paróquias: 19
- Sacerdotes diocesanos: 25
- Sacerdotes religiosos: 05
- Diácono transitório: 01
- Diáconos permanentes: 02
- Seminaristas: 11
- Irmãs: 15

## Localização e municípios
Sudoeste do Estado de Tocantins e norte-ocidental do Estado de Goiás. Limites: Dioceses de Santíssima Conceição do Araguaia (PA - TO), Miracema do Tocantins (TO), Porto Nacional (TO - GO), Uruaçu (GO) e Rubiataba-Mozarlândia (GO) e Prelazia de São Félix (MT - TO).
No estado de Tocantins possui os seguintes municípios: Araguaçu, Caseara, Chapada de Areia, Cristalândia, Divinópolis do Tocantins, Dueré, Formoso do Araguaia, Lagoa da Confusão, Marianópolis do Tocantins, Monte Santo, Nova Rosalândia, Paraíso do Tocantins, Pium, Pugmil e Sandolândia. 
No estado de Goiás possui cinco municípios: Bonópolis, Mutunópolis, Novo Planalto, Porangatu, São Miguel do Araguaia.

## Bispos
|                   | Nome                                   | Período           | Notas                            |
| Bispos diocesanos | Bispos diocesanos                      | Bispos diocesanos | Bispos diocesanos                |
| ----------------- | -------------------------------------- | ----------------- | -------------------------------- |
| 1º                | Dom Wellington de Queiroz Vieira       | 2019 -            | Bispo atual                      |
| Bispos prelados   |                                        |                   |                                  |
| 5º                | Dom Wellington de Queiroz Vieira       | 2016 - 2019       | Nomeado bispo diocesano          |
| 4º                | Dom Rodolfo Luís Weber                 | 2009-2015         | Nomeado Arcebispo de Passo Fundo |
| 3º                | Dom Heriberto Hermes, O.S.B.           | 1990-2009         |                                  |
| 2º                | Dom Frei Olívio Teodoro Obalhe, O.F.M. | 1988-1989         |                                  |
| 1º                | Dom Frei Jaime Antônio Schuck, O.F.M.  | 1958-1988         |                                  |
| Bispo-coadjutor   |                                        |                   |                                  |
|                   | Dom Frei Olívio Teodoro Obalhe, O.F.M. | 1987-1988         |                                  |